# Paul Boyton
Paul Boyton (a menudo mal escrito como Boynton; Rathangan, Irlanda, 29 de junio de 1848-Brooklyn, Estados Unidos, 19 de abril de 1924), conocido como Fearless Frogman (Intrépido Hombre-rana), fue un aventurero, mercenario y showman estadounidense originario de Irlanda, que estimuló el interés por los deportes acuáticos como entretenimiento —particularmente la natación en aguas abiertas— mediante espectáculos públicos organizados por todo el mundo. 
Llegó a ser muy popular gracias a sus aventuras acuáticas, incluido el cruce del Canal de la Mancha con un novedoso traje de goma que funcionaba de manera similar a un kayak.

## Biografía

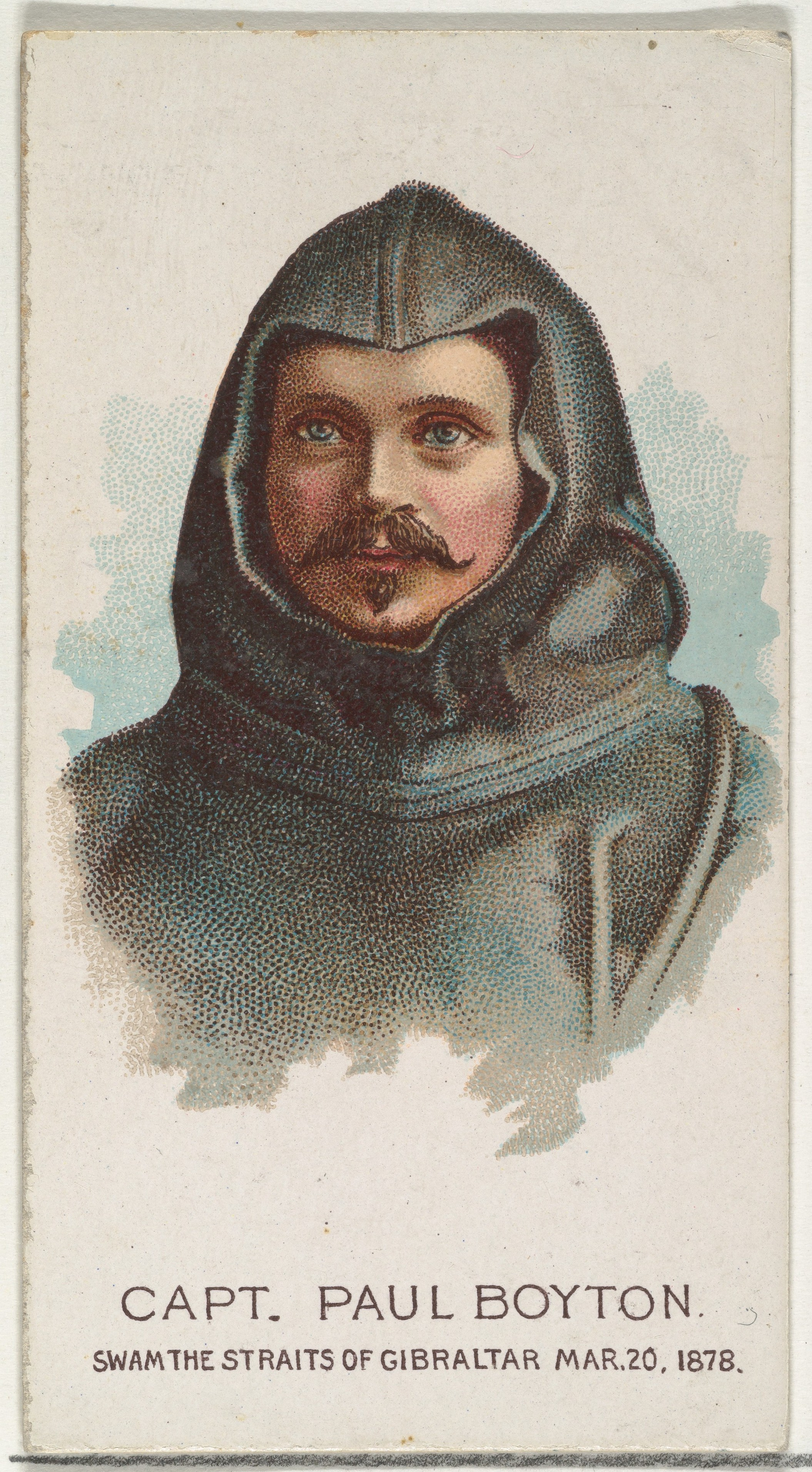
Boyton con su traje de goma

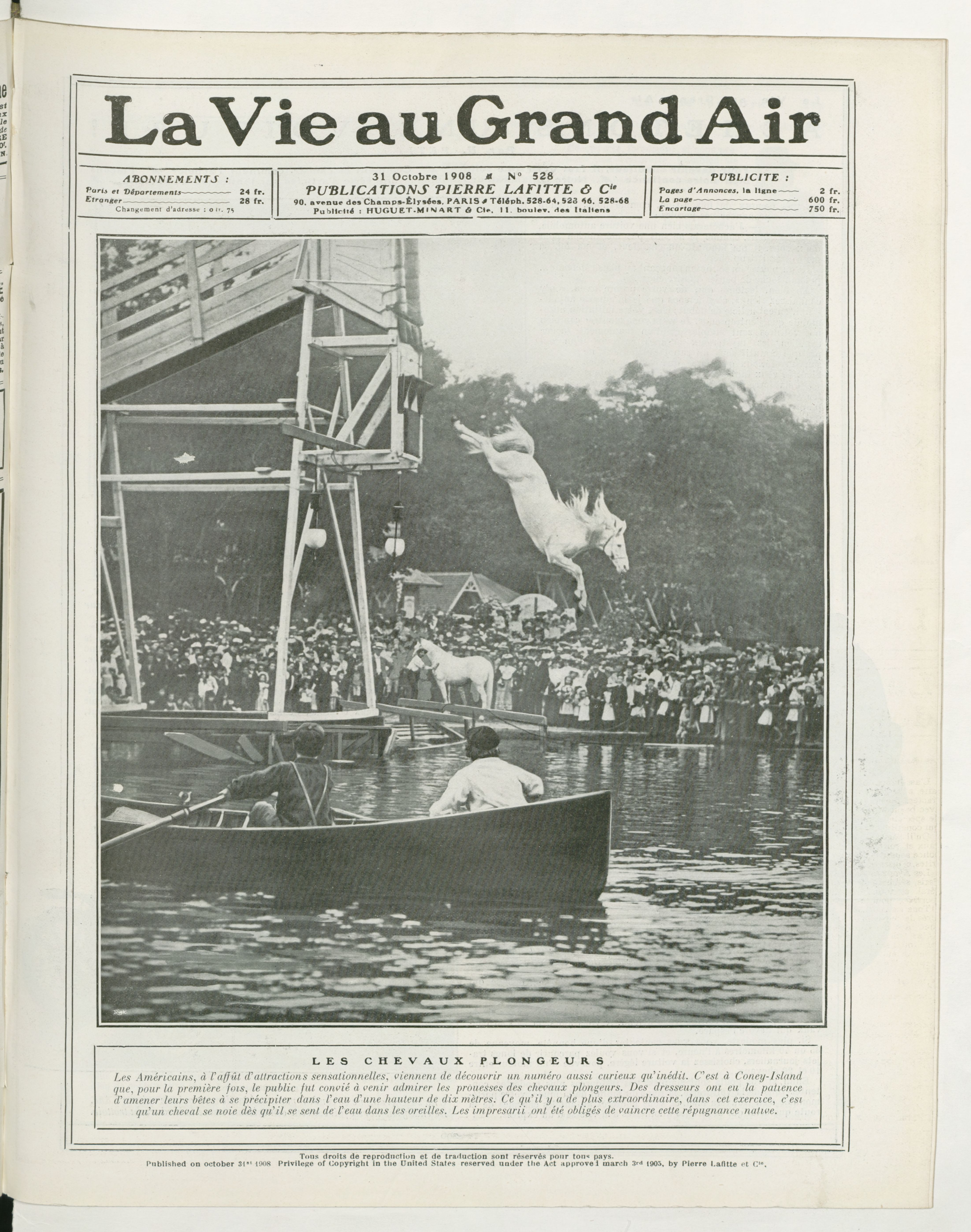
Caballos clavadistas: espectáculo acuático de Boyton en Coney Island (1908)

Boyton asistió a la Universidad Saint Francis de Loretto (Pensilvania). Ansioso por vivir aventuras desde una edad temprana, cuando tenía quince años se unió a la Armada de la Unión durante la Guerra de Secesión, y en su juventud sirvió en la Marina Mexicana de Benito Juárez y con los francotiradores franceses durante la guerra franco-prusiana. Finalmente regresó a los Estados Unidos y ayudó a organizar el Servicio de Salvavidas, uno de los organismos precursores de la moderna Guardia Costera de Estados Unidos. Más tarde, fue nombrado capitán del servicio de salvamento de Atlantic City (Nueva Jersey).

### Frogman
Mientras estaba en Atlantic City, Boyton comenzó a hacer pruebas con un traje de goma inventado por C. S. Merriman como dispositivo de salvamento para los pasajeros de los barcos de vapor. Este primer traje de inmersión, que se convertiría en la marca registrada de Boyton, era esencialmente un par de pantalones y una camisa de goma ajustados a la cintura. El traje contenía bolsas de aire que el usuario podía inflar a voluntad usando unos tubos. Al igual que los trajes de buceo de hoy en día, también mantenía a su usuario seco. Esencialmente, el traje permitía al usuario flotar sobre su espalda, utilizando un remo de dos palas para impulsarse a sí mismo, con los pies hacia adelante.
Boyton realizó numerosas expediciones con este traje, nadando arriba y abajo por los ríos de América y Europa para dar a conocer sus usos. Remolcaba un pequeño bote detrás de él en el que llevaba sus suministros y objetos personales, y algunas veces invitaba a periodistas a que lo acompañaran. Publicista astuto, la llegada de Boyton a las pequeñas ciudades era anunciada a menudo de forma aparatosa.
Entre sus hazañas estuvieron: el cruce del canal de La Mancha en 24 horas (1875); un recorrido a remo de 700 km por el río Rin (1875); otro periplo entre Alton (Illinois) y San Luis (Misuri) en el río Misisipi (1876), y en el mismo año, desde Bayou Goula a Nueva Orleans, realizando 160 km en 24 horas; 640 km en el Danubio en seis días (1876); navegó todos los ríos importantes del continente, pasó por los canales de Venecia y cruzó el estrecho de Gibraltar; regresó a los Estados Unidos y flotó desde Oil City (Pensilvania) al Golfo de México, 3770 km en 80 días. Su viaje más largo fue en 1881, cuando comenzó en Cedar Creek (Montana) y terminó en San Luis, tras recorrer 5760 km.[cita requerida]

### Mercenario
En el contexto de la Guerra del Pacífico, Boyton fue contratado en 1881 por el gobierno de Nicolás de Piérola como mercenario con el grado de capitán para que, equipado con su traje de caucho, arrastrara un torpedo a los buques de guerra chilenos que imponían un bloqueo en el puerto del Callao. Al intentar el ataque no pudo llevarlo a cabo puesto que la flota chilena había zarpado poco antes. Al llegar a la playa portando el artefacto, fue detenido por soldados chilenos, sometido a un juicio sumario y condenado a ser fusilado. Por razones no aclaradas, pudo fugarse el 14 de abril del campamento militar y finalmente regresó a su país.

### Circo acuático
En 1885, Boyton estuvo involucrado en el salto desde el puente de Brooklyn que le costó la vida a Robert Emmet Odlum, hermano de la activista por los derechos de las mujeres Charlotte Odlum Smith. Catherine Odlum, madre de Robert y Charlotte, culpó a Boyton por la muerte de su hijo. Boyton le escribió a la Sra. Odlum una carta en la que negaba su responsabilidad sobre estos hechos, que también se publicó en The New York Times y en otros periódicos. La Sra. Odlum posteriormente viajó a Nueva York para ver a Boyton. Según su relato, Boyton envió a dos hombres a verla que decían ser abogado y juez, y que le advirtieron de que no dijera nada contra Boyton para evitar el procesamiento por difamación. Catherine Odlum afirmó en la biografía que escribió de su hijo, que Boyton ocultó o destruyó cartas y telegramas de él mismo a Robert Odlum, instándole a viajar a Nueva York y a que saltara del Puente de Brooklyn.
Después del incidente, Boyton abandonó la ciudad de Nueva York y formó un circo acuático, protagonizando el acto principal del circo Barnum en 1887. Se instaló en Chicago en 1888 y presenció el éxito de las atracciones del paseo de Midway en la Exposición Mundial Colombina de Chicago de 1893. Inspirándose en esta instalación, en 1894 abrió el primer parque de atracciones "permanente" en Chicago (con un descenso en barca por una cascada artificial), que también fue el primer parque de cualquier tipo en cobrar por la entrada. Al año siguiente, en 1895, compró 6,4 hectáreas de terreno y abrió el Sea Lion Park en Coney Island, cercando la propiedad y cobrando la admisión. Más tarde se convertiría en el parque de atracciones de Coney Island. Boyton y sus focas también actuaron en películas mudas, incluyendo el cortometraje de 1900 titulado Feeding Sea Lions (Alimentando a los leones marinos).[cita requerida]
En 1902, Boyton vendió el Sea Lion Park a Frederick Thompson y a Elmer Dundy, quienes rediseñaron el parque y le cambiaron el nombre a Luna Park, el primero de los muchos nombres que tendría después. La cascada artificial de Paul Boyton se cerró permanentemente en 1908, víctima de la gran competencia de White City, del Electric Park y del Luna Park, surgidos tras la Exposición Mundial Colombina de Chicago de 1893.[cita requerida]

## Muerte
Paul Boyton falleció en la más completa ruina en Brooklyn, a los 75 años de edad, el 19 de abril de 1924.

## Legado
- El traje de goma de Boyton fue presentado por Julio Verne en Las tribulaciones de un chino en China como un salvavidas para el héroe y sus tres compañeros. Aparece citado varias veces en los capítulos XIX y XX.[14]

- Boyton fue nombrado miembro del International Swimming Hall of Fame en 2015.[15]